# Ed Moschitz

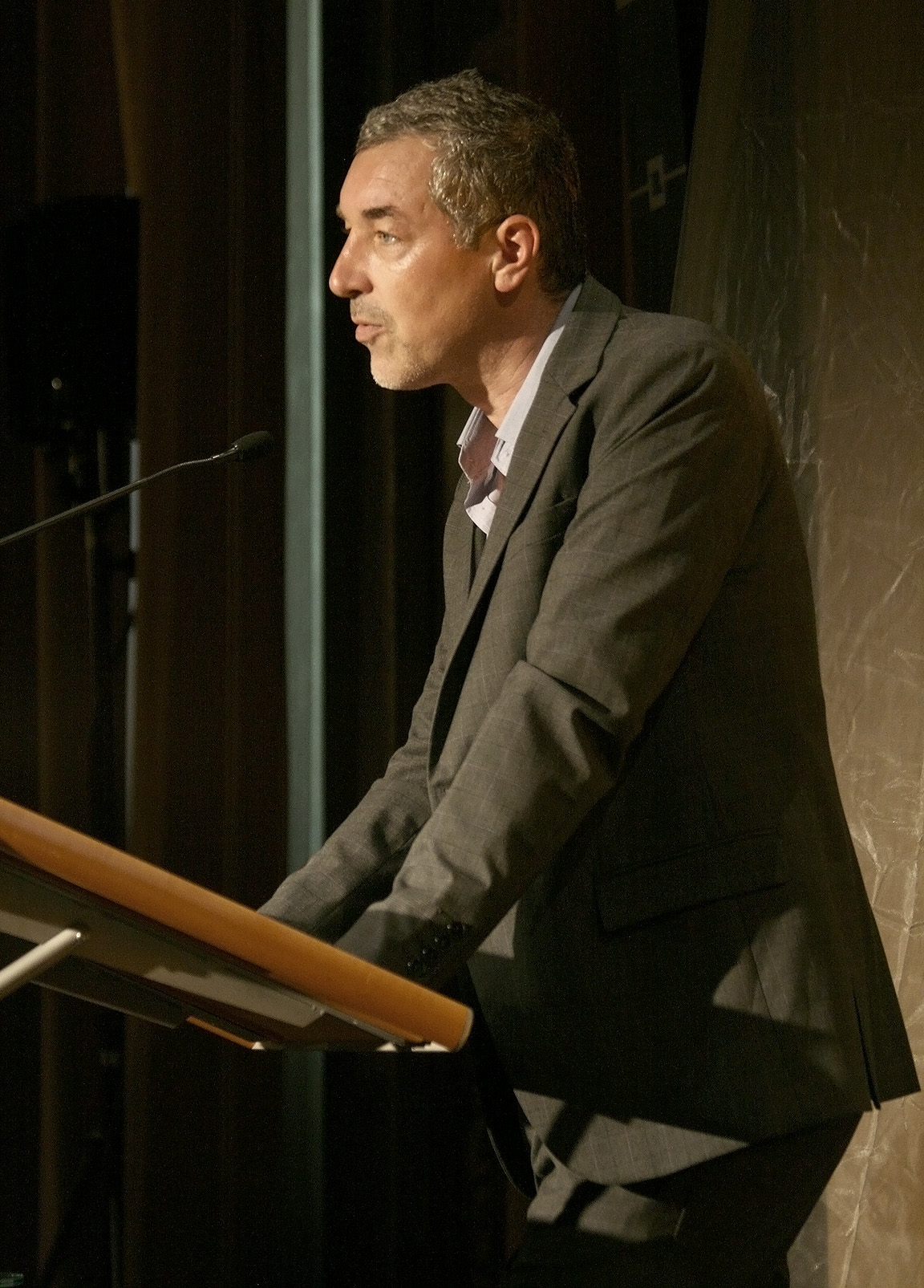
Ed Moschitz (Rede bei der Verleihung des Fernsehpreises der Österreichischen Erwachsenenbildung 2011)

Eduard „Ed“ Moschitz (* 13. Juni 1968 in Judenburg) ist ein österreichischer Journalist und Dokumentarfilmer.

## Leben
Eduard Moschitz wuchs auf in Judenburg und zog mit 18 Jahren nach Wien, wo er an der Universität Wien Publizistik studierte. Noch vor Ende des Studiums schrieb er für das Südwind-Magazin, die Wochenzeitung Falter und die Tageszeitung Die Presse. 1996 wurde er Redakteur bei dem ORF-Radiosender FM4, danach bis 1999 bei Ö1. Ab 1998 gehörte er der Redaktion des Reportagemagazins Am Schauplatz des ORF-Fernsehens an, wo er als Reporter, Redakteur und Gestalter an rund 100 Sendungen (Restlesser 2004, Am rechten Rand 2010, Fast ganz sicher 2012 u. a.) beteiligt war. Seit 2013 ist er in der ORF-Dokumentarfilmabteilung in der Redaktion von Menschen & Mächte tätig.
Seit 2005 unterrichtet Moschitz als Universitätslektor im Masterstudienlehrgang für Qualitätsjournalismus an der Universität für Weiterbildung Krems.

### Skinhead-Affäre
Für die zur Am-Schauplatz-Folge Am rechten Rand im Jahr 2010 begleitete Moschitz, an über mehrere Wochen verteilten Drehtagen, zwei arbeitslose Jugendliche, die in Wien in einem Gemeindebau lebten. Aufgrund ihrer kahlgeschorenen Köpfe und ihrer Aussagen wurden sie in der Berichterstattung in der Folge oft als „Neonazi-Skinheads“ beschrieben. Thema der Sendung war, der Frage nachzugehen, weshalb Jugendliche sich der Ideologie des Neonazismus zuwenden. Die Protagonisten über einen längeren Zeitraum wiederholt zu besuchen und zu filmen entsprach, wie der Sendungsverantwortliche Christian Schüller im Zuge der Presseberichterstattung über die darauf folgende Kontroverse erklärte, dem Konzept der seit 1995 bestehenden Reportagereihe, „das Alltagsleben von ‚Normalos‘ kennen zu lernen und es dann mit den Mitteln der Reportage zu rekonstruieren.“
Am 12. März 2010 fuhr das Filmteam mit den Neonazis in einem ORF-Bus zu einer im 50 km entfernten Wiener Neustadt stattfindenden FPÖ-Parteiveranstaltung, die die beiden besuchen wollten, um die Rede von Parteiobmann Heinz-Christian Strache zu hören. Dort forderte Moschitz die Skinheads auf, Strache anzusprechen. Als dieser nach Ende der Veranstaltung Autogramme gab und sich mit Anhängern fotografieren ließ, wozu das Kamerateam hinter die Absperrung eingeladen wurde, holten auch die beiden sich Unterschriften. Zu einem Gespräch kam es nicht. Kurz darauf konfrontierte Strache Moschitz mit dem Vorwurf, dieser hätte die beiden als „Agent Provocateurs“ gebracht und aufgefordert „Heil Hitler“ zu rufen, gab später gegenüber der Polizei an, sie hätten „Sieg Heil“ sagen sollen, und vor Gericht „diesen eindeutigen ‚Sieg Heil‘-Sager, der für mich ein Nazi- und ‚Heil Hitler‘-Sager ist, gehört“ zu haben. Gegenüber der Tageszeitung Österreich sagte er, dass Moschitz „mindestens 20 Mal gerufen hat: ‚Sagt‘s es doch endlich‘“ und „zehn andere Zeugen“ es ebenfalls gehört hätten. Einer der Skinheads hatte bei einem Verhör durch den Verfassungsschutz infolge der Anzeige Straches den Sager zunächst gestanden und Moschitz damit belastet, diese Aussage aber später widerrufen. Das Originalband des Drehs, die beiden Skins waren dort mit Funkmikrophonen verkabelt, wurde von der Polizei am Tag nach der Veranstaltung sichergestellt. Darauf waren keine solchen Aufforderungen oder Rufe zu hören, woraufhin Strache dem ORF bzw. Moschitz eine Manipulation des Materials vorwarf.
Es folgte ein jahrelanger Rechtsstreit mit der FPÖ bzw. deren Parteiobmann. Moschitz wurde dabei von Seiten des ORF durch Übernahme der Kosten unterstützt. Im Verlauf der Verfahren wurde von allen beteiligten Seiten und den Gerichten eine Reihe von Gutachten zu den Bändern eingeholt, von denen keines Manipulationen nachweisen konnte. Zu Beginn brachte Strache eine Anzeige gegen Moschitz wegen Anstiftung zur NS-Wiederbetätigung und Beweismittelfälschung ein. Am 27. Juni 2011 stellte die Staatsanwaltschaft Wiener Neustadt das Ermittlungsverfahren wegen Anstiftung zur Wiederbetätigung ein, führte aber das zur Manipulation der Bänder ebenso weiter wie das von Schüller seitens des ORF gegen Strache angestrengte wegen möglicher falscher Beweisaussage und Verleumdung. Aufgrund der langen Verfahrensdauer reichte Moschitz im April 2012 beim Europäischen Gerichtshof für Menschenrechte (EGMR) wegen der Verletzung des Rechts auf ein faires Verfahren sowie des Rechts auf wirksame Beschwerde eine Beschwerde gegen die Republik Österreich ein. Im Mai 2013 stellte die Staatsanwaltschaft Wiener Neustadt beide Verfahren ein. Die von Moschitz eingebrachte Klage gegen die FPÖ wegen übler Nachrede und Verletzung der Unschuldsvermutung wurde im Mai 2014 vom Wiener Straflandesgericht abgewiesen. Das Urteil wurde im März 2015 durch das OLG Wien aufgehoben und zur neuerlichen Verhandlung und Entscheidung an das Erstgericht zurückverwiesen. Das neuerliche Verfahren endete im April 2016 mit der Verurteilung der FPÖ zu einer Entschädigungszahlung von 13.000 Euro an Moschitz und der Verpflichtung der Partei, das Urteil zu veröffentlichen. Das Urteil wurde zunächst nicht rechtskräftig, da der FPÖ-Anwalt volle Berufung anmeldete. Am 21. Juni 2017 wies das Oberlandesgericht Wien die Berufung der FPÖ ab und erhöhte die Moschitz zustehende Entschädigung auf 17.000 Euro.
Abseits der Gerichtsverfahren wurde dem ORF wie auch Moschitz von Strache und Kritikern vorgeworfen, den beiden Protagonisten der Reportage Geld gegeben zu haben. Von Seiten der Redaktion erhielt jeder von ihnen jeweils einmalig 100 Euro; als Aufwandsentschädigung, Rechteabgeltung (vgl. Recht am eigenen Bild) oder für Spesen externer Mitwirkender in Reportagen nicht ungewöhnlich, wie der kaufmännische Direktor des ORF Richard Grasl erläuterte. Von Moschitz bekamen sie insgesamt ebenfalls rund 200 Euro. Zum Vorwurf, er habe den beiden Geld gegeben, um in einem „Nazi-Shop“ einzukaufen, erklärte er, er habe einem von ihnen 50 Euro gegeben, weil der in einem sogenannten Army-Shop, in dem gebrauchte Militärkleidung verkauft wird, einkaufen wollte. Der habe sich dann anders entschieden und führte das Filmteam in ein, wie es in der Reportage beschrieben wird, „verstecktes Geschäft“ für Kleidung mit rechtsradikalen Aufschriften und NS-Devotionalien.
Am 23. Mai 2011 wurde Moschitz für die Reportage mit dem Fernsehpreis der Österreichischen Erwachsenenbildung in der Sparte Dokumentation ausgezeichnet.

## Film
2011 kam Moschitz’ erster Kino-Dokumentarfilm Mama Illegal in die Kinos. Die Premiere fand am 23. November beim International Documentary Film Festival Amsterdam statt. In der Folge wurde er auf zahlreichen Festivals in verschiedenen Ländern Europas wie auch in Äthiopien, Südkorea, Kirgisistan und Argentinien gezeigt und dabei mit mehreren Preisen ausgezeichnet.
Thema des Films sind Flucht und Arbeitsmigration im heutigen Europa, gezeigt am Beispiel dreier Frauen aus Moldawien, die ohne Aufenthalts- oder Arbeitsbewilligungen in Westeuropa als Putzfrauen arbeiten und ihre Einkünfte zur Unterstützung ihrer Familien, vor allem ihrer in der Heimat verbliebenen Kinder, nach Hause schicken. Für Moschitz war der Film ein Langzeitprojekt, für das er die Frauen über sieben Jahre immer wieder begleitete. Ausgangspunkt war die Am Schauplatz-Reportage „Dorf ohne Mutter“ aus dem Jahr 2004.

## Reportagen (Auswahl)
- 2020 Ausnahmezustand in Ischgl
- 2019 Sklaven für die Alten
- 2018 An der Waschstrasse
- 2018 Im kleinen Prater
- 2017 Startups – Hinter dem Hype
- 2016 Land der Griller
- 2014 Viel zu laut – Lärmopfer
- 2013 Trinkfest – Leben mit Alkoholismus
- 2013 Auf der Flucht – Menschen vor der Abschiebung
- 2012 Nicht gut genug – Essen im Müllcontainer
- 2012 Fast ganz sicher – Geschäfte mit Finanzprodukten
- 2010 Die Angstmacher – Bürgerbewegung gegen eine Moschee
- 2010 Am rechten Rand – Rechtsextremismus in Österreich

Quelle:

## Auszeichnungen
- 2004 Prälat-Leopold-Ungar-JournalistInnenpreis für Dorf ohne Mütter
- 2005 Internationaler Medienpreis Davos für Restlesser
- 2008 Auszeichnung mit Filmstipendium der „Cinestyria“ für Projektentwicklung "Mama Illegal"
- 2009 Medienpreis, Hilfswerk Austria
- 2011 Fernsehpreis der Österreichischen Erwachsenenbildung für Am rechten Rand
- 2011 Nominierung zum Dr.-Karl-Renner-Publizistikpreis
- 2011 Premiere Kinodokumentation Mama Illegal, IDFA, Amsterdam
- 2011 Journalistenpreis Hilfswerk Austria „Kategorie TV“
- 2012 Hauptpreis beim "One World" International Documentary Film Festival, Brüssel
- 2012 Dokumentarfilmpreis der Stadt Freistadt für Mama Illegal
- 2012 Grand Prix, „Bur Duino“ Filmfestival, Kyrgisien
- 2013 Award for Medium-length film/Full-length film “mujerDoc”, Filmfestival, Spanien
- 2013 Spezialpreis beim Cronograf Filmfestival, Moldawien
- 2014 Civis – Europas Medienpreis für Integration Kategorie: Information
- 2019 Journalistenpreis „von unten“ für Sklaven für die Alten
- 2021 Auszeichnung für hervorragenden Journalismus im Gedenken an Claus Gatterer für seine Reportagen aus Ischgl im ORF-Magazin Am Schauplatz des Presseclubs Concordia (siehe Prof. Claus Gatterer-Preis)[27][28]
- 2021 Romy in der Kategorie Beste Doku TV/Stream für Am Schauplatz: „Ibiza der Alpen“ und „Das große Schweigen“[29]